# Run (Fernsehserie, 2019)
Run (eng. für Rennen) ist eine tamilische Seifenoper mit Krishna, Sharanya Turadi Sundaraj, Navya Swamy und Ashwanth Thilak. Die Serie feierte am 5. August 2019 auf Sun TV ihre Premiere.

## Handlung
Die Seifenoper handelt von Shakthi, der in seinem Leben verschiedenen Feinden gegenübersteht. Divya kehrt von ihrer Ausbildung im Ausland zurück und übernimmt die Führung im Pflegeheim ihres Vaters. Sie verehrt ihren Vater und ist am Boden zerstört, ihn in einer Finanzkrise zu finden. Shakthi, ein Angestellter einer Automobilfirma, lebt bei der Familie seiner Schwester, die ihm die Welt bedeutet. Er ist mit Caroline, der Liebe seines Lebens, verlobt. Leider verschwinden Divyas Vater und Sakthis Verlobte am selben Tag und werden später tot aufgefunden. Divyas und Shakthis gemeinsames Motiv und ihre Versuche, die mysteriösen Todesfälle aufzudecken, bringen sie immer näher zueinander. Divya, eine fleißige und kluge Frau aus einer reichen Familie, erkennt, dass ihr Vater Probleme hat. Eine Reihe von Ereignissen führt sie zu Shakthi, die unkompliziert ist und wohlhabende Menschen verachtet.

## Besetzung

### Hauptbesetzung
| Schauspieler             | Rolle   | Hauptrolle (Episoden) | Notes                                          |
| ------------------------ | ------- | --------------------- | ---------------------------------------------- |
| Sharanya Turadi Sundaraj | Divya   | 1–                    | Sie ist eine Ärztin und zweite Tochter von RK. |
| Krishna                  | Shakthi | 2 –                   |                                                |
| Navya Swamy              | Carolin | 2–25                  |                                                |
| Nizhalgal Ravi           | RK      | 4–18                  |                                                |
| Ashwanth Thilak          | Prabhu  | 1–                    |                                                |

### Familie von Divya
| Schauspieler   | Rolle   | Hauptrolle (Episoden) | Notes             |
| -------------- | ------- | --------------------- | ----------------- |
| Nizhalgal Ravi | RK      | 4–18                  | Vater             |
| Pramodini      |         | 2 –                   | Mutter            |
| Rindhya        | Shalini | 2 –                   | Ältere Schwester  |
| VJ Sasikala    | Priya   | 2 –                   | Jüngere Schwester |
| Shyam Sundar   |         | 2 –                   | Shalinis Ehemann  |
| Raj Kapoor     |         | 9-                    | Onkel             |

### Familie von Shakthi
| Schauspieler       | Rolle   | Hauptrolle (Episoden) | Notes            |
| ------------------ | ------- | --------------------- | ---------------- |
| Srikrishna Kaushik | Candran | 2-                    | Ältere Bruder    |
| Sri Durga          | Loki    | 2-                    | Frau von Candran |

### Nebenrollen
- Vijjith: Rudra
- Sathyapriya
- Tharsika: Rohini
- Yamuna: Lizy
- Mythili
- Durga Deepthi
- Mithuna
- Babitha
- KSG Venkatesh
- Yaar Kannan
- Kurinji Nathan

## Einschaltquoten
| Episode | Ausstrahlungsdatum                   | TNMS-Quoten                 | TNMS-Quoten |
| Episode | Ausstrahlungsdatum                   | Tamil Nadu (Metropolregion) |             |
| ------- | ------------------------------------ | --------------------------- | ----------- |
| 1–30    | 15. August 2019 – 26. September 2019 | 6,8 %                       |             |